# Шумега Ігор Станіславович
Шумега Ігор Станіславович (н. 13 травня 1963, УРСР) — український політичний та громадський діяч. Депутат Івано-Франківської обласної ради трьох скликань (2002–2016), голова Верховинської районної державної адміністрації (2005–2008), директор ОКП «Івано-Франківськоблагроліс» (2011–2016). Заступник голови Народного Руху України (з 2015), помічник народних депутатів України Богдана Костинюка (IV скликання) та Віктора Кривенка (VIII скл.)

## Біографія
Народився 13 травня 1963 року, живе в Івано-Франківську. 
1981–1987 — навчався в Івано-Франківському медичному інституті. 2002–2004 — в Івано-Франківському національному університеті ім. Стефаника («Облік і аудит»), 2006–2008 — в Національній академії державного управління при Президентові України, ступінь магістра з публічного управління та адміністрування.

### Політична діяльність
Депутат Івано-Франківської обласної ради трьох скликань (2002, 2006, 2010). З 2002 року — заступник голови Івано-Франківської крайової організації Народного Руху України.Довірена особа кандидата на пост Президента України в.Ющенка Івано-Франківська область.округ N90.2004р
З 2015 року — заступник голови Народного Руху України. Представляв партію Народний Рух України. Помічник народних депутатів України Богдана Костинюка (IV скликання) і Віктора Кривенка (VIII скликання, на постійній основі).

### Адміністративна та господарська діяльність
- 2005–2008 — голова Верховинської районної державної адміністрації.
- 2011–2016 — генеральний директор обласного комунального підприємства «Івано-Франківськоблагроліс».
- Очолював постійну комісію з питань аграрної політики та земельних відносин Івано-Франківської обласної ради.
- Займався питаннями лісового господарства, земельної політики та розвитку сільських територій.